# شهرستان لوشی (جیانگشی)
شهرستان لوشی (به انگلیسی: Luxi County) یک شهرستان در چین است که در پینگشیانگ واقع شده‌است.